# The Family That Plays Together
Albums de Spirit
Spirit
(1968) Clear
(1969)
The Family That Plays Together est le deuxième des quatre albums studio enregistrés par la formation originale du groupe de rock américain Spirit.
Peu après la sortie de l'album, les mix finaux ont été égarés. À cause de cela, toutes les sorties CD de Sony, tout comme les repressages vinyles de Sundazed Records, proviennent de nouveaux mix (de Bob Irwin) issus des cassettes originales. Des notes incluses dans la version CD de 1996 stipulent que celle-ci a été mixée par Vic Anesini pour Sony Music Studios, New York. Une brève comparaison avec l'original montre que c'est vrai.
La version de 1996 inclut cinq pistes bonus. Deux d'entre elles sont sorties sur la compilation Time Circle de 1991 tandis que les trois autres étaient jusqu'alors inédites.

## Liste des morceaux
1. I Got a Line on You
2. It Shall Be
3. Poor Richard
4. Silky Sam
5. Drunkard
6. Darlin' If
7. It's All the Same
8. Jewish
9. Dream within a Dream
10. She Smiles
11. Aren't You Glad

Bonus de 1996 :
1. Fog
2. So Little To Say
3. Mellow Fellow
4. Now Or Anywhere
5. Space Chile

## Personnel

### Groupe
- Randy California : guitare, chant
- Jay Ferguson : percussions, chant
- Mark Andes : basse, chant
- Ed Cassidy : batterie, percussions
- John Locke : clavier

### Techniciens
- Lou Adler : production
- Eric Wienbang et Armin Stiener : ingénieurs
- Vic Anesini : mixage et mastering